# 찰스턴 (웨스트버지니아주)
찰스턴(Charleston)은 미국 웨스트버지니아주 서부에 있는 웨스트버지니아 주의 주도이다. 카나와 카운티에 있는 엘크와 카나와 강의 합류에 위치해 있다.

## 문화
찰스턴은 찰스턴 대학교의 본부이며, 웨스트버지니아 주립 대학교의 소재지이다. 찰스턴에는 발레단, 심포니 오케스트라, 극장 단체 등의 문화적 단체들이 자리잡았고, 주 의사당에 있는 웨스트버지니아 문화 센터에는 주립 박물관, 주립 도서관과 극장 등이 있다. 도시의 중요한 축제는 기념일 주말에 열리는 "반달리아 집회"이다.

## 경제
소매와 도매상, 정부, 제조업이 도시의 근로자들의 절반 이상을 고용한다. 찰스턴의 메트로폴리스에는 수백개의 공장들이 있다. 화학 공업이 도시의 산업 수입의 대부분을 공급하며, 그 근처에서 생산되는 석탄, 천연가스, 석유, 소금에 의지하고 있다. 또한 자동차 부품, 금속, 플라스틱의 공업도 발달하였다.

## 역사
정착자들이 들어오기 전에는 카나와 협곡에서 쇼니 인디언과 다른 종족들이 사냥을 하면서 살고 있었다. 1787년 버지니아주의 입법자 조지 클렌더닌이 지금의 찰스턴 지역을 샀다. 1788년에는 그와 그의 군인들이 카나와 협곡을 보호하기 위해 리 요새를 세웠다.
정착자들은 곧 요새 근처에 오두막을 지었고, 1794년에 도시의 정착이 정식으로 이루어졌고, 클렌더닌이 자기 아버지 찰스 클렌더닌의 이름을 따서 찰스타운이라고 이름을 지었다. 1790년대에는 변경 개척차 대니얼 분이 도시 근처에 살았으며 주정부의 대표단으로서 지역에 봉사하였다. 1818년에 찰스턴으로 이름을 바꾸었다.
1800년대 초반에 애팔래치아산맥을 가로지르는 길이 찰스턴까지 넓혔다. 찰스턴은 여행자들이 수레와 보트를 갈아타는 교통의 중심지가 되었고, 그 당시의 주요 산업은 소금의 채굴과 가공업이었다. 1863년에 정식 주로 승격될 때까지 버지니아 주의 일부였고, 1870년부터 1875년까지 주도로 있었다가 1885년에 정식 주도가 되었다.
1873년 철도가 도시에 도달하였던 후에 석탄 채굴이 찰스턴 지역에 넓게 퍼졌다. 철도는 동부의 도시들에 석탄을 공급하는 데 도움이 되었다.
1900년대 초반에 찰스턴의 광업이 발달하면서, 많은 화학 회사들이 몰려들어왔다. 이 공장들은 많은 새 직업들을 창조하였고, 도시의 인구가 번창하였다. 그러나, 1960년대와 1970년대에 와서 몇개의 지방 산업들이 쇠퇴하였고, 많은 가족들이 떠나고 말았다. 찰스턴의 인구가 그때 85,796명에서 63,968명으로 줄어들었다.
1980년대 초반에는 많은 도시의 부흥이 중앙의 비지니스 구역을 차지하였다. 프로젝트는 관청의 재건, 사무실과 아파트 건물, 쇼핑 센터의 건설 등을 포함하였다. 1990년대에는 많은 주민들이 외곽으로 빠져나가면서, 도시의 인구가 계속 줄어들었다. 소매상들이 다운타운의 쇼핑몰에서 도시의 남부에 있는 쇼핑 단지로 옮겨갔다. 찰스턴의 화확 공업은 합병과 노동력의 축소와 함께 불확실성을 향하였다. 그러나 자동차 부품의 제조업은 메트로폴리스에 넓혀져 있다.

## 인구
| 인구조사              | 인구   | Note  | %±     |
| --------------------- | ------ | ----- | ------ |
| 1850년                | 1,050  |       | —      |
| 1860년                | 1,520  |       | 44.8%  |
| 1870년                | 3,162  |       | 108.0% |
| 1880년                | 4,192  |       | 32.6%  |
| 1890년                | 6,742  |       | 60.8%  |
| 1900년                | 11,099 |       | 64.6%  |
| 1910년                | 22,996 |       | 107.2% |
| 1920년                | 39,608 |       | 72.2%  |
| 1930년                | 60,408 |       | 52.5%  |
| 1940년                | 67,914 |       | 12.4%  |
| 1950년                | 73,501 |       | 8.2%   |
| 1960년                | 85,796 |       | 16.7%  |
| 1970년                | 71,505 |       | −16.7% |
| 1980년                | 63,968 |       | −10.5% |
| 1990년                | 57,287 |       | −10.4% |
| 2000년                | 53,421 |       | −6.7%  |
| 2010년                | 51,400 |       | −3.8%  |
| 2019 (추산)           | 46,536 | [ 1 ] | −9.5%  |
| U.S. Decennial Census |        |       |        |

## 기후
| 웨스트버지니아주 찰스턴 (예거 공항)의 기후                       | 웨스트버지니아주 찰스턴 (예거 공항)의 기후 | 웨스트버지니아주 찰스턴 (예거 공항)의 기후 | 웨스트버지니아주 찰스턴 (예거 공항)의 기후 | 웨스트버지니아주 찰스턴 (예거 공항)의 기후 | 웨스트버지니아주 찰스턴 (예거 공항)의 기후 | 웨스트버지니아주 찰스턴 (예거 공항)의 기후 | 웨스트버지니아주 찰스턴 (예거 공항)의 기후 | 웨스트버지니아주 찰스턴 (예거 공항)의 기후 | 웨스트버지니아주 찰스턴 (예거 공항)의 기후 | 웨스트버지니아주 찰스턴 (예거 공항)의 기후 | 웨스트버지니아주 찰스턴 (예거 공항)의 기후 | 웨스트버지니아주 찰스턴 (예거 공항)의 기후 | 웨스트버지니아주 찰스턴 (예거 공항)의 기후 |
| 월                                                               | 1월                                        | 2월                                        | 3월                                        | 4월                                        | 5월                                        | 6월                                        | 7월                                        | 8월                                        | 9월                                        | 10월                                       | 11월                                       | 12월                                       | 연간                                       |
| ---------------------------------------------------------------- | ------------------------------------------ | ------------------------------------------ | ------------------------------------------ | ------------------------------------------ | ------------------------------------------ | ------------------------------------------ | ------------------------------------------ | ------------------------------------------ | ------------------------------------------ | ------------------------------------------ | ------------------------------------------ | ------------------------------------------ | ------------------------------------------ |
| 역대 최고 기온 °C (°F)                                           | 27 (81)                                    | 27 (81)                                    | 33 (92)                                    | 36 (96)                                    | 37 (98)                                    | 41 (105)                                   | 42 (108)                                   | 42 (108)                                   | 40 (104)                                   | 36 (96)                                    | 31 (87)                                    | 27 (80)                                    | 42 (108)                                   |
| 일평균 최고 기온 °C (°F)                                         | 6.6 (43.9)                                 | 8.8 (47.8)                                 | 13.8 (56.8)                                | 20.8 (69.4)                                | 24.6 (76.2)                                | 28.4 (83.1)                                | 30.0 (86.0)                                | 29.6 (85.2)                                | 26.4 (79.5)                                | 20.4 (68.7)                                | 14.1 (57.3)                                | 8.6 (47.5)                                 | 19.3 (66.8)                                |
| 일일 평균 기온 °C (°F)                                           | 1.7 (35.0)                                 | 3.4 (38.2)                                 | 7.8 (46.0)                                 | 13.8 (56.9)                                | 18.2 (64.7)                                | 22.4 (72.3)                                | 24.3 (75.8)                                | 23.7 (74.6)                                | 20.2 (68.3)                                | 13.9 (57.0)                                | 8.0 (46.4)                                 | 3.7 (38.7)                                 | 13.4 (56.2)                                |
| 일평균 최저 기온 °C (°F)                                         | −3.3 (26.1)                                | −1.9 (28.6)                                | 1.7 (35.1)                                 | 6.9 (44.5)                                 | 11.8 (53.2)                                | 16.4 (61.5)                                | 18.6 (65.5)                                | 17.8 (64.1)                                | 13.9 (57.1)                                | 7.4 (45.3)                                 | 2.0 (35.6)                                 | −1.2 (29.9)                                | 7.5 (45.5)                                 |
| 역대 최저 기온 °C (°F)                                           | −27 (−16)                                  | −24 (−12)                                  | −21 (−5)                                   | −8 (18)                                    | −3 (26)                                    | 1 (33)                                     | 8 (46)                                     | 5 (41)                                     | 0 (32)                                     | −8 (17)                                    | −14 (6)                                    | −27 (−17)                                  | −27 (−17)                                  |
| 평균 강수량 mm (인치)                                            | 83 (3.27)                                  | 85 (3.36)                                  | 105 (4.14)                                 | 90 (3.56)                                  | 125 (4.93)                                 | 120 (4.72)                                 | 137 (5.38)                                 | 95 (3.75)                                  | 88 (3.46)                                  | 74 (2.91)                                  | 81 (3.20)                                  | 90 (3.56)                                  | 1,174 (46.24)                              |
| 평균 강설량 cm (인치)                                            | 26 (10.3)                                  | 20 (7.7)                                   | 15 (5.9)                                   | 1.3 (0.5)                                  | 0.0 (0.0)                                  | 0.0 (0.0)                                  | 0.0 (0.0)                                  | 0.0 (0.0)                                  | 0.0 (0.0)                                  | 1.5 (0.6)                                  | 3.8 (1.5)                                  | 13 (5.0)                                   | 80 (31.5)                                  |
| 평균 강수일수 (≥ 0.01 인치)                                      | 14.8                                       | 13.7                                       | 14.8                                       | 13.4                                       | 14.1                                       | 12.5                                       | 12.8                                       | 10.6                                       | 9.0                                        | 10.1                                       | 11.0                                       | 14.2                                       | 151.0                                      |
| 평균 강설일수 (≥ 0.1 인치)                                       | 7.6                                        | 6.2                                        | 3.9                                        | 0.5                                        | 0.0                                        | 0.0                                        | 0.0                                        | 0.0                                        | 0.0                                        | 0.1                                        | 1.5                                        | 4.1                                        | 23.9                                       |
| 출처: 미국 해양대기청 (평년값: 1991년~2020년, 극값: 1892년~현재) |                                            |                                            |                                            |                                            |                                            |                                            |                                            |                                            |                                            |                                            |                                            |                                            |                                            |